# 崇綬
崇绶（1785年—19世纪？），字鹏衔，号蓝坡，章佳氏，满洲正白旗人。嘉庆甲子恩科举人，十年乙丑恩科进士，选翰林院庶吉士，散馆后改任侍卫，官至理藩院刑部主事，兵部员外郎。
父那彦宝，堂叔那彦成为乾隆己酉科进士，祖父阿弥达，曾祖父阿桂为乾隆军机大臣、武英殿大学士，高祖阿克敦为康熙己丑科进士、刑部尚书。